# Gheorghe M. Grigoriu
Gheorghe M. Grigoriu (n. 12 ianuarie 1928 – d. 29 decembrie 2021) a fost medic hematolog și cercetător în Clinica de Hematologie a Institutului Clinic Fundeni din București.

## Biografie
Gheorghe M. Grigoriu s-a născut la 12 ianuarie 1928, în orașul Râmnicu-Vâlcea, într-o familie cu mai mulți copii. Toți cei șase frați au fost crescuți în respect fațǎ de semeni și au avut dorința de a învǎța. Dupǎ absolvirea liceului "Dinicu Golescu", din Câmpulung Muscel (1947), între anii 1947-1953 a urmat cursurile Facultǎții de Medicină din Cluj (UMF Cluj), pe care a absolvit-o cu calificativul foarte bine la examenul de stat.
Între anii 1950-1953 a lucrat ca extern în clinicile Medicală II și Ftiziologie din Cluj, iar în intervalul 1954-1959, ca medic secundar în secția de boli contagioase a Spitalului din Abrud, jud. Alba. 
La Spitalul din Abrud, pe lângă asigurarea asistenței medicale - și de urgență, pentru afecțiunile nechirurgicale - și în comunele fără medic, limitrofe, a trebuit să organizeze și activitatea laboratorului care, de asemenea, nu avea medic. A introdus și executat investigații de rutină, dar anumite aspecte neclare, întâlnite în practica medicalǎ, l-au îndreptat și înspre căutări proprii. A contribuit la depistarea precoce a cazurilor de silico-tuberculoză, frecvente în bazinul minier Băița-Bihor. La Abrud, a depistat unul dintre primele cazuri de boală de iradiere (profesională) din România, un tânăr inginer care lucra la minele de uraniu (confirmat ulterior în clinicile de boli profesionale din Cluj, București și în Cehoslovacia).
În anul 1959 a fost angajat, prin concurs, la Centrul de Hematologie din București, condus de profesorul Constantin T. Nicolau (din școala lui N. Gh. Lupu). 
Începând din 1976, doctorul G. Grigoriu a lucrat în Clinica de Hematologie a Spitalului Fundeni, nou înființată, condusǎ de profesorul Ștefan Berceanu. Pe lângǎ îndatorirea principalǎ de îngrijire a unui numǎr de bolnavi din clinicǎ, a creat Laboratorul de Cercetǎri Hematopoietice și a coordonat o vreme activitatea acestuia și dupǎ pensionare (1993).
Împreunǎ cu colectivul sǎu de cercetare, pe care l-a alcǎtuit și îndrumat cu priceperea cercetǎtorului înnǎscut, a introdus metode noi de lucru, ținând seama de anumite cerințe ale patologiei specifice hematologiei. A contribuit astfel, în numeroase cazuri, la aflarea cauzelor bolii și la obținerea unor indicații valoroase în scop prognostic și terapeutic. O parte din tehnicile noi introduse au folosit în experimentele premergǎtoare transplantului medular - aprecierea capacitǎții proliferative a celulelor grefonului înainte și dupǎ crioconservare cu aplicare, ulterior, și în programul de (auto)transplant de mǎduvǎ osoasǎ/sânge periferic în secția de transplant medular a Spitalului Fundeni.
Contribuțiile medicului G. Grigoriu la cercetarea hematologicǎ româneascǎ sunt confirmate de numǎrul comunicǎrilor la simpozioane și congrese, de valoarea lucrǎrilor apǎrute în revistele de specialitate, precum și de alte publicații (un numǎr de peste 300 de comunicǎri, dintre care aproape jumǎtate au fost publicate). Și dupǎ retragerea din clinicǎ, prin pensionare, doctorul Gheorghe M. Grigoriu rǎmâne în sufletul celor care l-au cunoscut și îl prețuiesc (bolnavi, colaboratori, cursanți etc.) un senior al profesiei prin pregătirea deosebită, știința mǎsurii și finețea spiritului.

## Activitate profesionalǎ

### La Centrul de Hematologie
Între 1959-1976, cât a lucrat acolo în calitate de medic specialist hematolog, dar și de cercetător, a acordat asistență medicală prin serviciul de consultații al Centrului și a contribuit la standardizarea metodelor de investigație (sideremie, hemosiderină medulară  și urinară, citologie medulo-sanguină etc.).
În anul 1965, a fost numit redactor șef al revistei "Documenta Haematologica" (editată din acel an), avându-l președinte pe profesorul Nicolau.
A făcut parte din grupul de cercetare care a efectuat, între anii 1959-1966, primele lucrări în România, clinice și experimentale, privitoare la transplantul de măduvă osoasă (V. Apăteanu, G. Grigoriu, S. Nicoară, C.T. Nicolau). Strădaniile lor apar și în filmul documentar Transplantarea de măduvă osoasă: experiment și clinică, produs în 1964 de Centrul de Documentare Medicală (regizor J. Vâlcu; scenariu: G. Grigoriu, V. Apăteanu - https://www.youtube.com/watch?v=r99gEZDmyNo). Filmul a fost premiat la Palermo în 1965, la Festivalul Filmului de Știință.
Începând din 1963, G. Grigoriu a pus la punct metoda autoradiografiei cu emulsie nucleară, pentru studierea cineticii celulelor hematopoietice normale și patologice.
Din 1971 a fost introdusă și metoda scintigrafiei extractelor de ADN marcate cu timidină tritiată (Anneliese Jost, G. Grigoriu), care a devenit un test clinic de apreciere a nivelului de proliferare a celulelor leucemice (capacitatea de proliferare a ADN celular poate fi măsurată prin marcarea cu tritiu a timidinei, precursor al ADN).   
Din 1966, prin metoda camerelor de difuziune in vivo, doctorul Grigoriu a observat evoluția celulelor hematopoietice sub influența unor factori stimulatori; de exemplu, a evidențiat transformarea eritroblastică a unor leucocite din sângele periferic de iepure, după sângerare masivă° (vezi Publicații). Rezultatele obținute au fost de referință în studiile altor cercetători.
În anul 1969 a obținut titlul de doctor în medicină cu teza "Studiul autoradiografic al proliferării celulelor sângelui și măduvei osoase în stare normală și în leucemii".
În timpul primului stagiu în SUA (1970), a lucrat efectiv în secțiile de hematologie, oncologie și structuri biologice de la Universitatea Statului Washington, în Seattle, în echipa condusă de profesorul E. Donnall Thomas. 
Al doilea stagiu în SUA (1984) l-a efectuat în secția clinică a profesorului Donnall Thomas  și în departamentul de hematologie al Spitalului din Houston, Texas, la profesorul 
E. Freireich și dr. K. Dicke, pentru informare temeinică privind progresele în transplantul medular.

### La Clinica de Hematologie, Spitalul Fundeni
Începând cu anul 1976, ca medic primar și cercetător principal în Clinica de Hematologie a Spitalului Fundeni, a îngrijit un număr important de bolnavi, cu toată patologia hematologică și de graniță.
A avut o contribuție importantă la organizarea Secției de Hematologie și a serviciului ambulator aferent, iar conducerea Centrului de Hematologie l-a desemnat să organizeze noua sa unitate de transfuzie din Spitalul Fundeni.
În Laboratorul de Cercetare a Hematopoiezei, pe care l-a creat în anul 1976, a continuat cercetările, în special de interes clinic, asupra celulelor precursoare/progenitoare hematopoietice și a factorilor stimulatori de creștere (aceștia reglează proliferarea, diferențierea celulelor progenitoare hematopoietice și buna funcționare a celulelor sanguine mature).
Cercetările aplicative introduse de doctorul G. Grigoriu în Laboratorul de Cercetare a Hematopoiezei:
- Dozarea eritropoietinei serice, începând din anul 1978, prin metoda biologică de încorporare a timidinei tritiate în celule de ficat embrionar de șoarece, incubate în serul uman de cercetat, urmată de extracția ADN prin tehnica scintilației lichide. Această metodă semicantitativă, dar fidelă și cu utilitate clinică, a fost adaptată și aplicată la un an de la apariție în literatura de specialitate.
Din anul 1996, când posibilitățile materiale s-au mai ameliorat într-o măsură, a fost înlocuită cu metoda imunologică de dozare cu anticorpi monoclonali (ELISA), care este folosită în acest laborator pentru dozarea eritropoietinei și a altor factori de creștere hematopoietici și citokine.
Este de menționat că, în România, o contribuție de seamă în studierea eritropoietinei a adus-o, începând cu anii '60, profesorul Ion Baciu, de prestigiu european în fiziologie, împreună cu colaboratorii - colectivul de cercetare de la Catedra de Fiziologie a UMF din Cluj (La régulation nerveuse et humorale de l’érythropoïèse. Baciu I., J. Physiol. Paris, 1962, 54, 441).
Doctorul G. Grigoriu, provenind din școala medicală a Clujului (cu profesori precum Iuliu Hațieganu și Ion Baciu), a reușit așadar să împlinească un proiect al său mai vechi, "de suflet", cu aplicații multiple în clinică: determinarea nivelului seric al eritropoietinei. 
- Testul coloniilor granulo-monocitare (CFC-GM) (între 1980-1982; din 1984, reluat, readaptat și aplicat în mod curent ca metodă de studiu); acest test a avut la bază o metodă descrisă în literatură. Din anul 1996, a fost introdus și testul de clonare a coloniilor eritroide (CFC-E) și a coloniilor eritroide "burst"/"explodate" (CFC-EB) în monostrat de metilceluloză.
Trebuie precizat, cu această ocazie, ajutorul valoros - îndrumări tehnice - primit din partea Dr. Beverly Torok-Storb, de la "Fred Hutchinson Cancer Research Center", Seattle, Wa, USA, precum și al specialiștilor de la "Centre Léon-Bérard, Laboratoire de thérapie cellulaire et greffes hématopoïètiques", Lyon, France.
Transplantarea de măduvă osoasă
La Centrul de Hematologie, în colectivul de studiu al transplantului medular condus de profesorul C. T. Nicolau, doctorul G. Grigoriu a început să efectueze din 1959 experimente pe șobolani, șoarece și câine.
Același colectiv a realizat transplantarea de măduvă osoasă la om, punând la punct tehnica de recoltare a măduvei de la donator prin puncții multiple și administrarea acesteia prin venă. Rezultatele au fost contradictorii, deoarece nu se practica imunosupresia primitorului, cu unele rezultate pozitive în sindroamele hemoragice prin trombocitopenie de origine medulară și aplazii medulare. 
Această linie de cercetare a fost continuată de doctorul G. Grigoriu în Clinica de Hematologie a Spitalului Fundeni, în echipa condusă de profesorul Șt. Berceanu. Colectivul clinic al Departamentului de Hematopoieză a încercat sub conducerea  profesorului Berceanu, la începutul anilor 1980,  transplantarea de celule hematopoietice alogeneice. Doi pacienți tineri, cu anemie aplastică severă fără răspuns la terapia obișnuită, au fost supuși unei condiționări chimioterapice cu scop imunosupresor și li s-a administrat o cantitate de celule medulare prelevate de la donatori înrudiți.
Strădaniile echipei de lucru, condițiile din clinică și suportul tehnic oferit, în parte, de laboratoarele de cercetare ale clinicii în înfăptuirea transplantului medular se desprind și din documentarul realizat de Sahia Film în acea perioadă - https://www.youtube.com/watch?v=noJeNq4mv-U
De asemenea, colectivul Departamentului de Hematopoieză-Fundeni a sprijinit sub aspect tehnic un grup de medici ai Centrului de Cercetare al Armatei, care a funcționat în perimetrul Spitalului Fundeni, pentru efectuarea de transplanturi autologe de celule hematopoietice medulare crioconservate la pacienți neoplazici, ajunși în citopenie severă după chimioterapie intensă și/sau iradiere (în transplantul autolog, masa celulară care urmează să fie introdusă/transplantată provine din sângele propriu sau măduva proprie). 
Existând un nucleu de cadre (medici, asistente, infirmiere) instruite în tehnica transplantării de măduvă osoasă și a îngrijirii unui pacient cu probleme complexe, se spera în abordarea cu succes a acestei metode terapeutice de excepție. Dar, costul ridicat al procedurii și reducerea treptată a fondurilor alocate pentru ocrotirea sănătății nu au mai permis, pentru multă vreme, continuarea acestui proiect pe cât de necesar, pe atât de ambițios în anii 1980.

## Activitate didactică
În intervalul 1960-1968 a lucrat ca asistent la disciplina de hematologie (lucrări practice cu prezentări de cazuri clinice, demonstrații de morfologie sanguină), continuând la Spitalul Fundeni această activitate prin cursuri, lucrări practice de clinică și laborator.
A participat la activitatea de îndrumare și control a centrelor de recoltare din rețeaua de transfuzie, precum și la elaborarea îndrumarelor și a regulamentelor de funcționare a centrelor de transfuzie.
A avut în permanență în grijă tineri în curs de formare (medici stagiari, secundari).

## Publicații (selectiv)
- Tehnica transfuziei de măduvă osoasă. Nicolau C.T., Grigoriu G., Apăteanu V., Nicoară S., Med. Int. București, 1960, 11, 1737.
- contribuții în Lucrări practice de hematologie. Nicolau C.T. și colab., Ed. I.M.F., București, 1963.
- Evidence for a Circulating Stem Cell: Peripheral Blood Cells Cultivated in Diffusion Chambers. Grigoriu G., Antonescu M., Iercan E., Blood, 1971, 37, 187.
- contribuții în Hematologie clinică. Berceanu Șt. și colab., Ed. Med., București, 1977/Capitolele: "Hematopoieza embriofetală" (Grigoriu G.); "Celule stem hematopoietice" (Grigoriu G., Jost A.); "Metode de studiu ale cineticii celulelor sanguine umane" (Jost A., Grigoriu G., Teodosiu T., Berceanu Șt.); "Celulele seriei granulocitare" (Grigoriu G.); "Anemii hipocrome" (Grigoriu G., Antonescu M.); "Reanimare hematologică" (Iercan E., Cioba G., Grigoriu G.).
- contribuții în Recoltarea, conservarea și transfuzia de sânge. Apăteanu V., Ed. Med., București, 1977.
- Granulocitul neutrofil-Actualități în diagnostic și tratament. Apăteanu V., Dragomorescu T., Grigoriu G., Ed. Med., București, 1983.
- contribuții în Actualități în medicina internă. Șuțeanu Șt., Ed. Med., București, 1985.
- Valoarea metodei coloniilor granulo-monocitare in vitro în prognosticul stărilor preleucemice. Grigoriu G., Pușcariu T., Ursea C., Munteanu N., Med. Int., 1988, XL, 1, 61.
- Splenectomia-indicații medico-chirurgicale. Popovici A., Grigoriu G., Babei C., Ed. Militară, București, 1995.
- contribuții în Tratatul de medicină internă. Hematologie I. Coliță D. și colab., Ed. Med., București, 1997/Capitolele: "Hematopoieza" (Grigoriu G., Pușcariu T.); "Seriile granulocitare" (Grigoriu G.); "Anemiile aplastice" (Grigoriu G., Popp A.).
- The Influence of Multiple Bleedings Used in Polycythemia Vera on Erythropoietin Serum Level. (Pușcariu T., Grigoriu G., Nicoară S., Moicean A., Docum. Haematol., 1997, 1 (1), 156.
- contribuții în Tratatul de medicină internă. Hematologie II. Coliță D. și colab., Ed. Med., București, 1999/Capitolele: "Tehnici de diagnostic" (Pușcariu T., Grigoriu G.); "Transplantarea de măduvă osoasă" (Grigoriu G., Popp A.); "Transfuzia de sânge" (Grigoriu G., Posea C., Stănescu G.).